# Rétroplanification
Une rétroplanification est une planification se fondant sur la date de fin prévue d'un plan.

## Enjeux de la rétroplanification
La rétroplanification a pour principal intérêt de figer la date de fin de projet et donc de contraindre les tâches nécessaires à sa réalisation.

## Prérequis de la rétroplanification
La rétroplanification ne peut être envisagée que pour des projets dont le planning ne comporte que peu de tâches. Les tâches composant le projet qui fait l'objet de cette rétroplanification doivent être faibles en consommation de temps et elles ne doivent pas nécessiter de ressources importantes (relativement à l'échéance).

## Critiques
La rétroplanification est critiquée par les tenants de la planification par addition des temps (méthode PERT, par exemple). En effet, avec une rétroplanification, la dernière tâche se termine juste avant l'échéance, ce qui fait que la planification ne possède plus de marge, alors que parfois, cette méthode suggère de commencer les tâches plus tard que la première date possible. Comme le projet comporte une part de risque, le retard est un évènement fréquent, et la rétroplanification condamne souvent le projet à dépasser la date demandée.
On remédie à cette lacune en prenant en compte dans la rétroplanification la survenue d'imprévus par un tampon ; l'imprévoyance ne fait jamais partie d'une bonne planification, qu'elle soit chronologique ou rétrochronologique. C'est pourquoi les imprévus doivent être non seulement inscrits au calendrier mais au budget (en France, dans la production de films aidés par le ministère de la Culture, la part de budget obligatoirement allouée aux imprévus est de 7,5%[réf. souhaitée]).
De plus, un planning construit en rétro-planification aura des liens de tâches de type début-fin, ce qui place toutes les tâches en date au plus tard et donc en tâches critiques.[pas clair] Une priorisation est alors compliquée (contrairement à l'analyse du chemin critique en planification classique). La mise à jour du planning en fonction des évènements réels passés est également très complexe.
Pour remédier à ce point, il est conseillé de ne pas utiliser de rétroplanning pour les plannings complexes. La rétroplanification sera donc limitée aux projets simples se présentant sur un planning simple avec un petit nombre de tâches.